# 河池市
河池市（かちし）は中華人民共和国広西チワン族自治区に位置する地級市。

## 地理
広西チワン族自治区の北部に位置し、柳州市、南寧市、来賓市、百色市、貴州省に接する。

## 歴史
2002年6月に河池市の設立。

## 行政区画
2市轄区・4県・5自治県を管轄下に置く。
- 市轄区：
  - 宜州区・金城江区
- 県：
  - 天峨県・鳳山県・南丹県・東蘭県
- 自治県：
  - 都安ヤオ族自治県・羅城モーラオ族自治県・巴馬ヤオ族自治県・環江マオナン族自治県・大化ヤオ族自治県

| 河池市の地図 |
| --- |
| 金城江区 宜州区 南丹県 天峨県 鳳山県 東蘭県 羅城モーラオ族 · 自治県 環江マオナン族 · 自治県 巴馬ヤオ族 · 自治県 都安ヤオ族 · 自治県 大化ヤオ族 · 自治県 |

### 年表
この節の出典

#### 慶遠専区
- 1949年10月1日 - 中華人民共和国広西省慶遠専区が成立。宜山県・羅城県・天河県・思恩県・宜北県・河池県・南丹県・天峨県・忻城県・東蘭県が発足。(10県)
- 1949年12月 - 忻城県が武鳴専区に編入。(9県)
- 1950年6月 - 慶遠専区が宜山専区に改称。

#### 広西省宜山専区
- 1950年6月 - 慶遠専区が宜山専区に改称。(8県)
  - 東蘭県が百色専区に編入。
  - 南丹県の一部が貴州省独山専区茘波県に編入。
- 1951年1月25日 - 武鳴専区忻城県を編入。(9県)
- 1951年8月10日 - 南寧専区都安県を編入。(10県)
- 1952年8月11日 - 思恩県・宜北県が合併し、環江県が発足。(9県)
- 1952年8月 - 宜山県、賓陽専区上林県の各一部が忻城県に編入。(9県)
- 1952年12月9日 - 宜山県・羅城県・天河県・環江県・河池県・南丹県・天峨県・忻城県・都安県が桂西チワン族自治区宜山専区に編入。(9県)

#### 桂西チワン族自治区宜山専区
- 1952年12月9日 - 宜山専区宜山県・羅城県・天河県・環江県・河池県・南丹県・天峨県・忻城県・都安県、柳州専区三江県を編入。桂西チワン族自治区宜山専区が成立。(10県)
- 1953年3月7日 (10県)
  - 宜山県の一部が河池県・忻城県、柳州専区柳江県に分割編入。
  - 環江県の一部が河池県に編入。
  - 柳州専区融県の一部が三江県・羅城県に分割編入。
  - 南丹県の一部が河池県・天峨県に分割編入。
  - 三江県の一部が湖南省黔陽専区通道県、貴州省都勻専区従江県に分割編入。
  - 天峨県の一部が桂西チワン族自治区百色専区凌楽県に編入。
  - 桂西チワン族自治区百色専区鳳山県の一部が天峨県に編入。
  - 忻城県の一部が柳州専区来賓県に編入。
  - 都安県の一部が桂西チワン族自治区百色専区東蘭県に編入。
  - 桂西チワン族自治区賓陽専区馬山県の一部が忻城県・都安県に分割編入。
- 1953年3月31日 - 柳州専区融県の一部が羅城県に編入。(10県)
- 1953年4月10日 - 羅城県の一部が柳州専区融県の一部、貴州省都勻専区従江県の一部と合併し、大苗山ミャオ族自治区が発足。(10県1自治区)
- 1953年4月23日 (12県2自治区)
  - 柳州専区象県・武宣県・融県・柳城県・来賓県・柳江県を編入。
  - 天河県が羅城県に編入。
  - 象県・武宣県および来賓県の一部が合併し、石竜県が発足。
  - 桂西チワン族自治区賓陽専区遷江県、容県専区貴県の一部が来賓県に編入。
  - 融県が融安県に改称。
  - 三江県が自治区に移行し、三江トン族自治区となる。
  - 都安県が桂西チワン族自治区に編入。
- 1953年4月 - 来賓県の一部が柳江県に編入。(12県2自治区)
- 1953年6月 (12県2自治区)
  - 三江トン族自治区の一部が湖南省黔陽専区通道県に編入。
  - 桂西チワン族自治区邕寧専区馬山県の一部が忻城県に編入。
- 1954年7月 - 桂林専区鹿寨県の一部が石竜県に編入。(12県2自治区)
- 1954年9月27日 - 石竜県の一部が平楽専区大瑶山ヤオ族自治区に編入。(12県2自治区)
- 1955年3月27日 - 桂林専区鹿寨県の一部が柳城県に編入。(12県2自治区)
- 1955年6月 - 忻城県の一部が宜山県に編入。(12県2自治区)
- 1955年7月1日 - 三江トン族自治区の一部が融安県に編入。(12県2自治区)
- 1955年7月11日 - 桂林専区永福県の一部が融安県に編入。(12県2自治区)
- 1955年8月15日 - 平楽専区茘浦県の一部が石竜県に編入。(12県2自治区)
- 1955年9月18日 (12県2自治県)
  - 三江トン族自治区が県制施行し、三江トン族自治県となる。
  - 大苗山ミャオ族自治区が県制施行し、大苗山ミャオ族自治県となる。
- 1955年9月21日 - 河池県・宜山県・忻城県の各一部が桂西チワン族自治区都安県および馬山県の一部、桂西チワン族自治区百色専区平果県・東蘭県の各一部と合併し、桂西チワン族自治区都安ヤオ族自治県となる。(12県2自治県)
- 1955年11月12日 - 天峨県の一部が南丹県に編入。(12県2自治県)
- 1956年2月20日 - 桂西チワン族自治区宜山専区が桂西チワン族自治州宜山地区に改称。

#### 桂西チワン族自治州宜山地区
- 1956年3月 - 忻城県の一部が桂西チワン族自治州上林県に編入。(12県2自治県)
- 1956年4月27日 - 柳江県の一部が柳州市に編入。(12県2自治県)
- 1956年10月24日 - 桂林専区鹿寨県の一部が融安県・柳城県に分割編入。(12県2自治県)
- 1957年4月11日 - 羅城県の一部が宜山県に編入。(12県2自治県)
- 1957年8月18日 - 融安県の一部が大苗山ミャオ族自治県に編入。(12県2自治県)
- 1957年11月 - 天峨県の一部が桂西チワン族自治州百色地区凌楽県に編入。(12県2自治県)
- 1957年12月20日 - 広西チワン族自治区の成立により、広西チワン族自治区宜山専区となる。
- 1958年7月19日 - 宜山専区が柳州専区に改称。

#### 河池地区
- 1965年5月18日 - 柳州専区河池県・宜山県・羅城県・環江県・南丹県・天峨県、百色専区鳳山県・東蘭県・巴馬ヤオ族自治県、南寧専区都安ヤオ族自治県を編入。河池専区が成立。(8県2自治県)
- 1967年1月7日 - 都安ヤオ族自治県の一部が南寧専区馬山県に編入。(8県2自治県)
- 1971年 - 河池専区が河池地区に改称。(8県2自治県)
- 1983年8月30日 - 羅城県が自治県に移行し、羅城モーラオ族自治県となる。(7県3自治県)
- 1983年10月8日 - 河池県が市制施行し、河池市となる。(1市6県3自治県)
- 1986年11月1日 - 環江県が自治県に移行し、環江マオナン族自治県となる。(1市5県4自治県)
- 1987年12月23日 (1市5県5自治県)
  - 都安ヤオ族自治県・巴馬ヤオ族自治県の各一部が南寧地区馬山県の一部と合併し、大化ヤオ族自治県が発足。
  - 都安ヤオ族自治県の一部が宜山県に編入。
- 1993年9月9日 - 宜山県が市制施行し、宜州市となる。(2市4県5自治県)
- 2002年6月18日 - 河池地区が地級市の河池市に昇格。

#### 河池市
- 2002年6月18日 - 河池地区が地級市の河池市に昇格。(1区1市4県5自治県)
  - 河池市が区制施行し、金城江区となる。
- 2016年11月24日 - 宜州市が区制施行し、宜州区となる。(2区4県5自治県)

## 交通

### 航空
- 河池金城江空港（中国語版）

### 鉄道
- 中国国家鉄路集団
  - 貴南旅客専用線（中国語版）
  - 黔桂線（中国語版）

### 道路
- 国道
  - G210国道
  - G323国道

## 観光
- 長寿水晶宮
- 巴馬賜福湖
- 巴馬水波天窓
- 百魔天坑

## 健康・医療・衛生
（金城江区、宜州区に在る病院）
- 河池市第一人民医院
- 河池市人民医院（元河池市第二人民医院）
- 河池市第三人民医院
- 河池市中医院（漢方、西洋医）
- 河池市第四人民医院（精神病院）
- 河池市第五人民医院（伝染病院）
- 河池市宜州区人民医院
- 河池市宜州区中医院（漢方、西洋医）
- 河池市宜州区第三人民医院（精神病院）